# Manduca scutata
Espèce
Manduca scutata est une espèce de papillons de nuit de la famille des Sphingidae, de la sous-famille des Sphinginae et de la tribu des Sphingini.

## Description
L'envergure est d'environ 95 mm. 

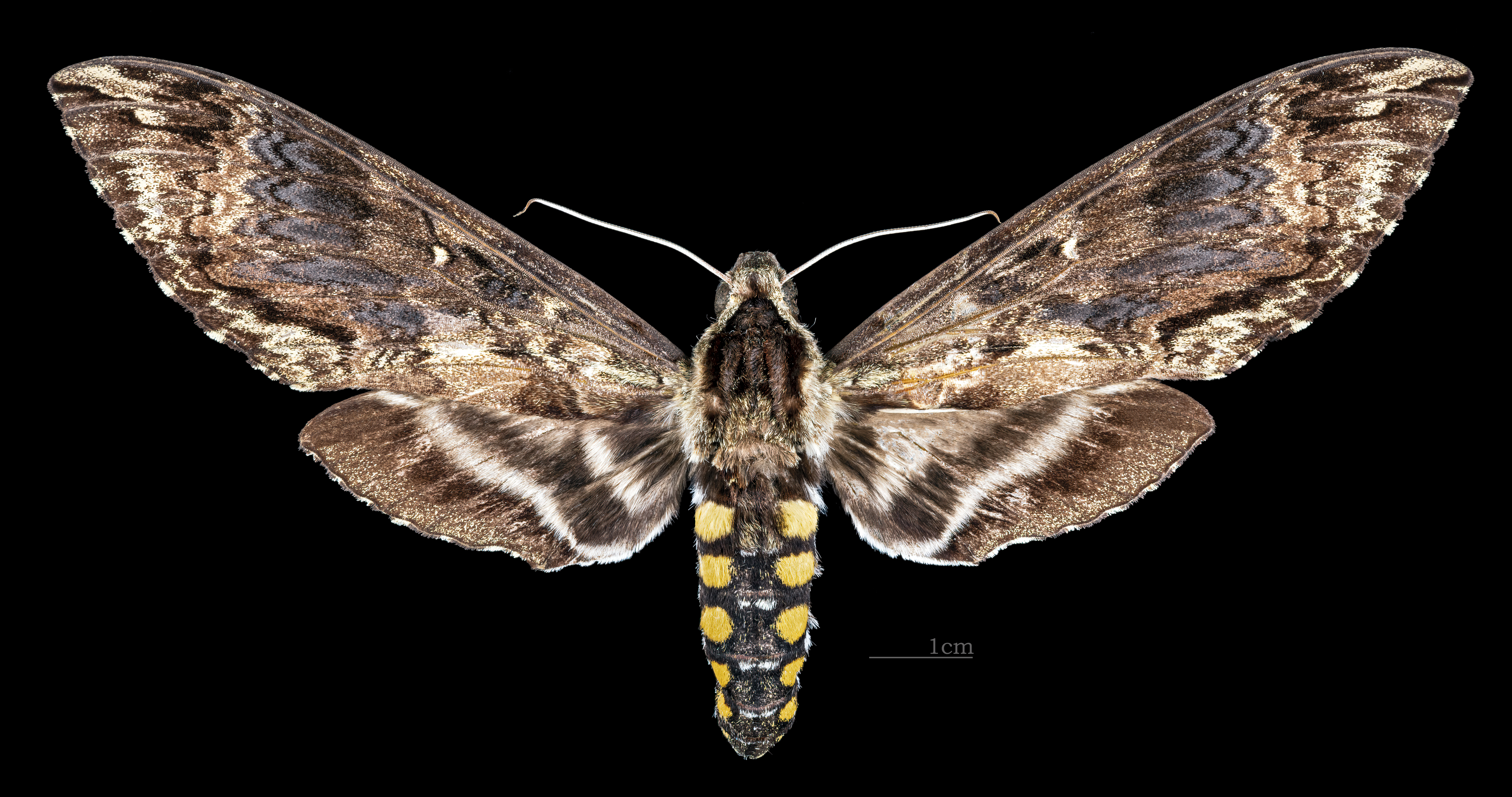
Femelle avers (Coll. MHNT)
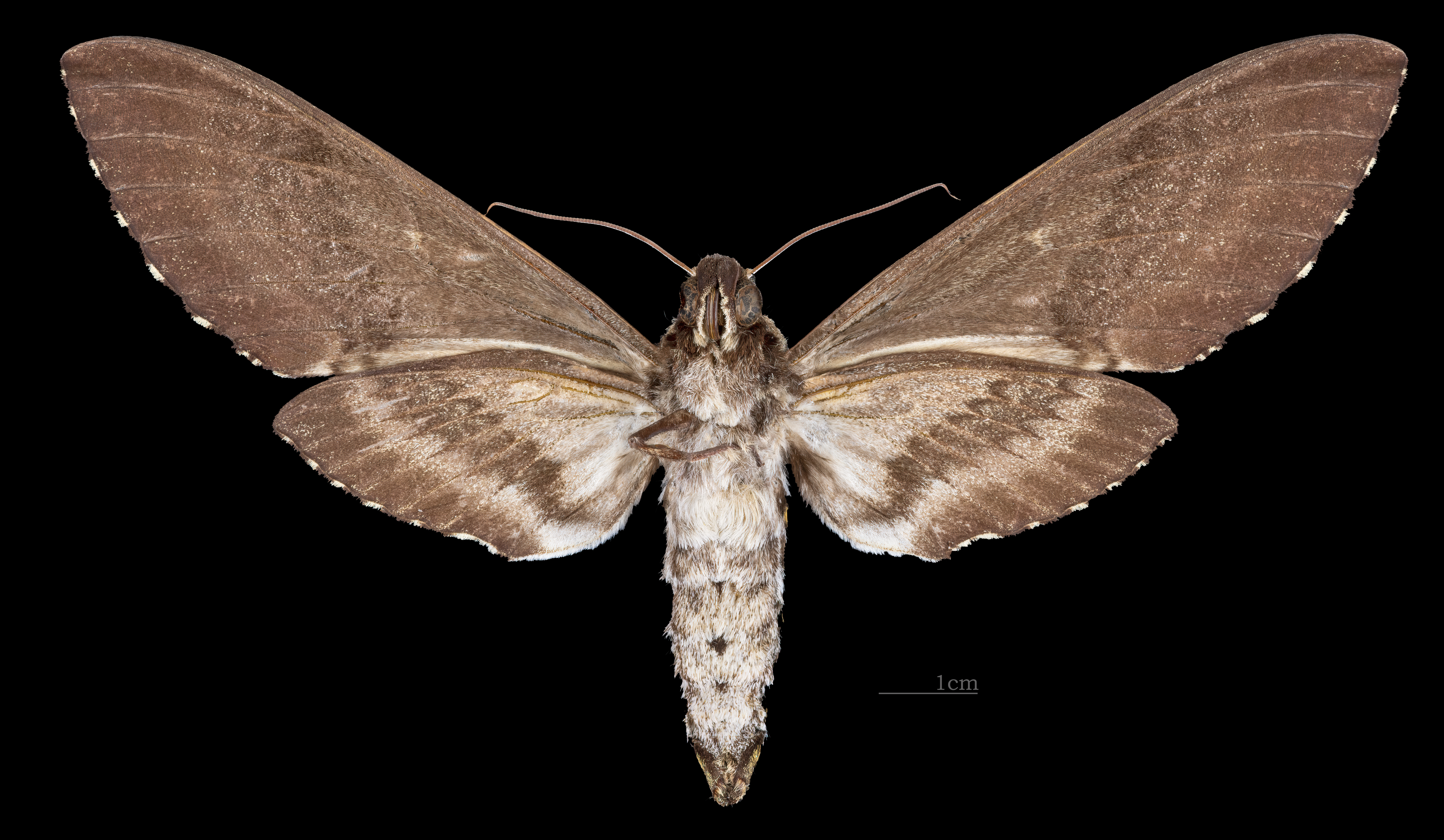
Femelle revers (Coll. MHNT)

## Distribution et habitat
Distribution
L'espèce est connue au Venezuela, au sud de la Bolivie et dans le nord de l'Argentine.

## Biologie
Les adultes volent en novembre.

## Systématique
- L'espèce Manduca scutata a été décrite par les entomologistes Lionel Walter Rothschild et Karl Jordan en 1903 sous le nom initial de Protoparce scutata[1].

### Synonymie
- Protoparce scutata  Rothschild & Jordan, 1903 Protonyme